# Endurance (kráter)
Endurance je impaktní kráter na povrchu Marsu. V roce 2004 ho podrobně prozkoumal robot Opportunity, jedno ze dvou pohyblivých vozidel mise Mars Exploration Rover. Jméno Endurance znamená v angličtině „vytrvalost“.
Kráter je asi desetkrát hlubší než první prozkoumáný kráter Eagle. Má téměř kruhový tvar a jeho vnitřní obvodové stěny klesají na dno, které leží v hloubce 20 - 30 metrů. Uvnitř kráteru se nacházejí zřetelná obnažená skaliska a v nejhlubším místě prachová závěj, ve které vítr zformoval malé duny.

## Výzkum Opportunity v kráteru

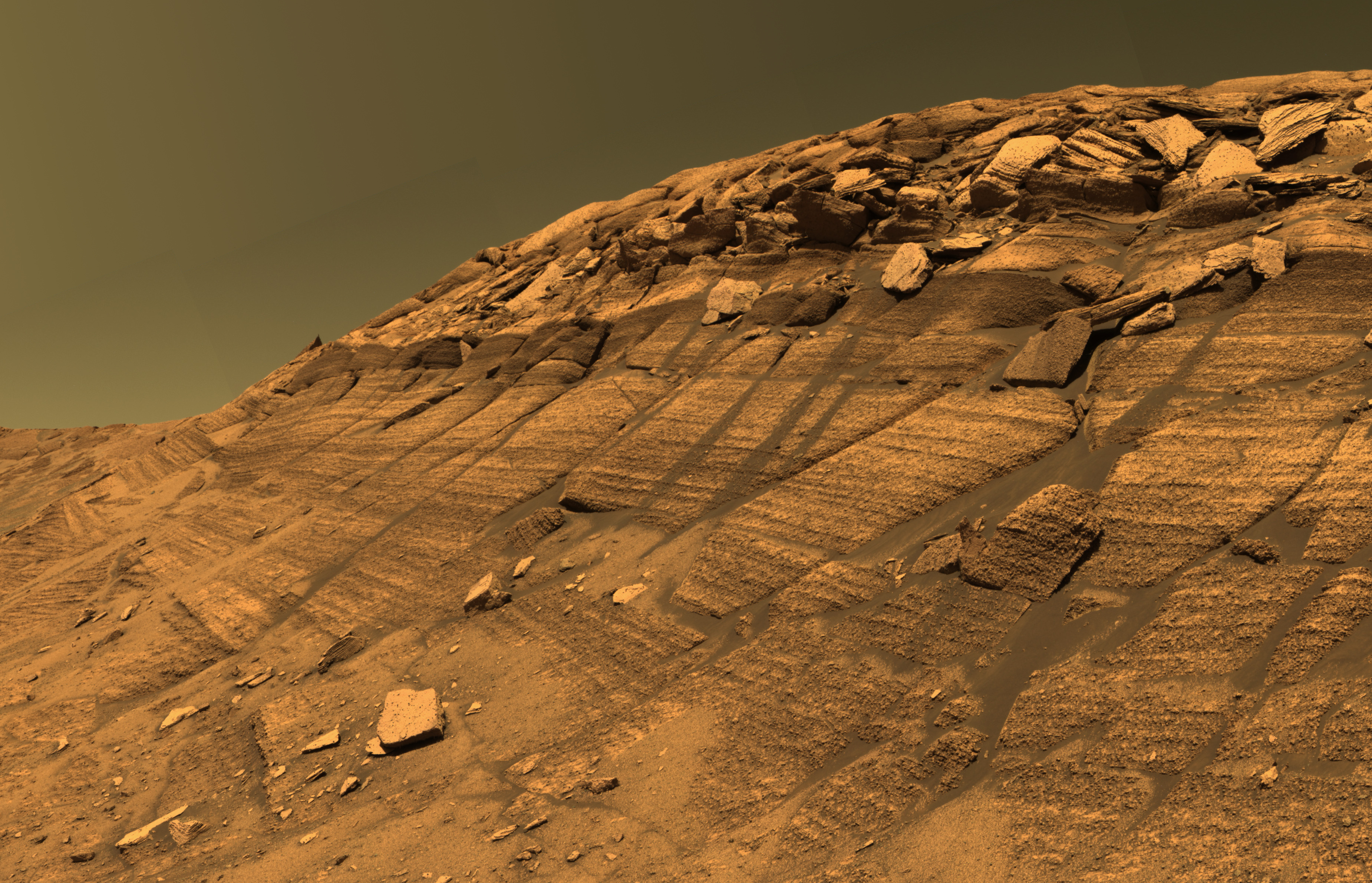
Pohled na Burns Cliffs uvnitř kráteru Endurance

Po dlouhém průzkumu okrajů kráteru Opportunity našla cestu, po které by se možná bezpečně dostala až na dno kráteru. Sestup začal 9. června a probíhal velmi opatrně. Během sestupu se robot dvakrát vrátil na vyšší pozici. 13. června došel ke kameni Tennessee ve stěně kráteru, který byl vybrán jako další objekt výzkumu robota. Po skončení práce pokračoval v cestě do hlubších částí kráteru. Tam postupně prozkoumal objekty nazvané Bluegrass, Siula Grande, Churchill, Cobble Hill, Virginia, London, Grindstone, Kettlestone Millstone, Pancho, Dahlia, Knossos. Různé zkoumané úseky představovaly několik geologických podloží, které byly v kráteru odkryty. Výzkum pokračoval výzkum na kamenech Arnodl Ziff, Diamond Jenness, Mackenzie, Inuvik, Tuktoyuktuk, Axel Heiberg, Sermilik a Jiffypop. Při výzkumu posledního útvaru se nepodařilo nastartovat vrtací zařízení RAT (Rock Abrasion Tool) ani správně uzavřít kryt rentgenového spektrometru APXS (Alpha Particle X-ray Spectrometer). Vrtačka RAT byla pravděpodobně blokována zachyceným kamínkem. Kromě geologického výzkumu sonda snímkovala během 193. solu i oblačnost na marťanské obloze.
V následujících dnech se měl robot přesunout na výběžek duny, ale kvůli problémům s přijímáním rádiových údajů ze Země se přesun neuskutečnil a byl zrušen. Řídící středisko našlo Opportunity nový cíl pojmenován Ellesmere, kde se ale vozidlo kvůli poklouzávání přesouvalo s problémy. Ani cesta k dalšímu cíli Shag nebyla bezproblémová a tak bylo nakonec vozidlo přesměrováno na cíl Auk. Navzdory dalšímu poklouzávání byl úspěšný a řídící středisko navíc našlo další kámen, který se zdál být zajímavým objektem výzkumu -Escher. 27. srpna vznikl mozaikový záběr jemných dun na samotném dně kráteru Endurance. Během výzkumu Escheru se ukázalo, že vrtačka je již funkční a rover ji tedy mohl použít k jeho výzkumu.
Po obnovení přenosu se výzkum zaměřil na objekty Ellesmere, Barbeau a Wopmay, které ležely na dně kráteru. Příjezd k poslednímu jmenovanému cíli opět provázely velké potíže s poklzávaním. Wopmay byl přibližně metr široký volně ležící balvan. Také obsahoval "borůvky", malé kulaté kamínky bohaté na železo. Na dně kráteru robot prozkoumal i jemnozrnný materiál.
Problémy se vyskytly i při přesunu k plánovanému cíli Burns Cliff, kdy po skončení jízdy zůstal kvůli silným pokluzům dokonce o 0,35 metru niž, než leželo místo, ze kterého cestu začal. Začátkem listopadu bylo rozhodnuto o změně plánu, protože cesta k Burns Cliff nebyla možná.
Opportunity opustila kráter Endurance 315. solu od přistání poté, co v něm strávila 181 dní (6 měsíců).

### Vlhká historie
Informace shromážděné v této době značně rozšířily a znalosti o vodě v Meridiani Planum. Potvrdilo se, že kdysi se zde vyskytovala voda v tekutém skupenství, která poznamenala horniny před i po vzniku kráteru.

## Další krátery navštívené robotem Opportunity
- Argo
- Beagle
- Eagle
- Emma Dean
- Erebus
- Fram
- Victoria
- Vostok